# Basigonia
Basigonia là một chi bướm đêm thuộc phân họ Olethreutinae trong họ Tortricidae.

## Các loài
- Basigonia anisoscia Diakonoff, 1983